# Hellmuth Felmy
Pour les articles homonymes, voir Felmy.
Hellmuth Felmy (28 mai 1885 à Berlin - 14 décembre 1965 à Darmstadt) est un officier et aviateur allemand durant la Première Guerre mondiale, l'entre-deux-guerres et General der Flieger (général d'aviation) pendant la Seconde Guerre mondiale et qui fut jugé comme criminel de guerre nazi.

## Jeunesse
Felmy s'engage le 18 octobre 1904 en tant qu'enseigne dans le 61e régiment d'infanterie. Après avoir été promu lieutenant le 18 août 1905 et lieutenant le 21 janvier 1913, il est nommé capitaine le 24 décembre 1914, après le déclenchement de la Première Guerre mondiale. En 1912 il rentre à l'école de l'air pour devenir pilote dans la Luftstreitkräfte (la branche aérienne de l'armée impériale).

## Première Guerre mondiale
Durant la Première Guerre mondiale, Felmy commanda un escadron sur le front turc.

## Entre-deux-guerres
Après la guerre, il resta dans l'armée allemande. Felmy alterna entre l'infanterie et l'aviation au cœur de la Reichswehr (l'armée de la République de Weimar). Le 4 février 1938, il est nommé General der Flieger (littéralement « Général des aviateurs »).

## Seconde Guerre mondiale
Au début de la Seconde Guerre mondiale, il commande la Luftflotte 2 de la Luftwaffe. Le 12 janvier 1940, il démissionna à la suite de l'accident de Mechelen et fut remplacé par Albert Kesselring.
En mai 1941, Felmy fut nommé par l'Oberkommando der Wehrmacht (le haut-commandement allemand) au poste de commandant du Sonderstab F, une mission militaire allemande en Irak qui se déroula du 20 mai au 20 juin 1941 et se termina par un échec. Bien qu'il soit « général d'aviation », Felmy n'était pas chargé du commandement des forces aériennes en Irak : il commandait cette mission depuis la Grèce occupée par l'Axe.
Après l'échec de la mission en Irak, Felmy est nommé commandant des groupes armés du sud de la Grèce. De 1942 à 1943, il resta en Grèce et commanda le « déploiement spécial » (zur besonderen Verwendung, ou z. b. V.) unité nommée après lui (z. b. V. Felmy). De 1943 à 1944, il commanda le 68e corps d'armée de l'armée allemande. À la fin de l'année 1944, celui-ci est déplacé en Yougoslavie. De 1944 à 1945, Felmy commanda le 34e corps d'armée qui est écrasé durant la fin de la guerre en Yougoslavie en 1945.

## L'Après-Guerre
En 1948, durant le Procès des otages à Nuremberg, Felmy est accusé de crime de guerre et est condamné à 15 ans de prison. Il fut libéré prématurément le 15 janvier 1951.
Il meurt à Darmstadt en République fédérale d'Allemagne le 14 décembre 1965.

## Promotions militaires
| Fähnrich            | 18 octobre 1904   |
| Leutnant            | 18 août 1905      |
| Oberleutnant        | 21 janvier 1913   |
| Hauptmann           | 24 décembre 1914  |
| Major               | 1er janvier 1927  |
| Oberst              | 1er novembre 1933 |
| Generalmajor        | 1er janvier 1936  |
| Generalleutnant     | 20 avril 1937     |
| General der Flieger | 4 février 1938    |

## Décorations
- Ordre de la Couronne (Prusse) 4e Classe[1]
- Croix de fer (1914)[1]
  - 2e classe
  - 1re classe
- Croix de chevalier de l'ordre royal de Hohenzollern avec glaives[1]
- Croix hanséatique de Hambourg[1]
- Croix du Mérite militaire (Autriche) 3e classe avec décorations de guerre[1]
- Étoile de Gallipoli[1]
- Médaille Imtiyaz en Argent avec barrette[1]
- Médaille Liakat en Argent avec barrette[1]
- Insigne militaire de pilote prussien (Preußisches Militär-Flugzeugführer-Abzeichen)[1]
- Médaille de service de la Wehrmacht 4e à 1re Classe
- Agrafe de la croix de fer (1939)
  - 2e classe
  - 1re classe
- Croix allemande en Or le 16 janvier 1945